# علقيات الشكل
علقيات الشكل أو العَلَقِيَّاتُ الفَكَّاء (الاسم العلمي: Hirudiniformes) هي رتيبة من الحيوانات تتبع طائفة العلقيات من شعبة الديدان المقسمة.

## فصائل
- العلقية